# Le Bouchet-Saint-Nicolas
 Le Bouchet-Saint-Nicolas  es una población y comuna francesa, situada en la región de Auvernia, departamento de Alto Loira, en el distrito de Le Puy-en-Velay y cantón de Cayres.

## Demografía
| 449 | 427 | 369 | 301 | 246 | 236 |
| Para los censos de 1962 a 1999 la población legal corresponde a la población sin duplicidades (Fuente: INSEE [Consultar]) |     |     |     |     |     |